# Girolamo Grimaldi (1674-1733)
Girolamo Grimaldi (Genova, 15 novembre 1674 – Ischia, 18 novembre 1733) è stato un cardinale e arcivescovo cattolico italiano.

## Biografia
Nato nel 1674, Girolamo era membro della nobile famiglia genovese dei Grimaldi (dai quali erano discesi anche i principi di Monaco), la quale ebbe tra le proprie schiere altri uomini di chiesa di grande importanza come Girolamo Grimaldi (1527), Girolamo Grimaldi-Cavalleroni (1643) e Nicola Grimaldi (1706).
Intrapresi gli studi all'Università di Avignone, ivi ottenne il dottorato in utroque iure il 26 giugno 1705. Ricevette gli ordini minori l'8 settembre 1708, il suddiaconato il 17 marzo 1709 ed il diaconato il 19 marzo dello stesso anno. Venne ordinato sacerdote il 7 aprile 1709, venendo subito nominato internunzio a Bruxelles.
Eletto arcivescovo titolare di Edessa di Osroene il 5 ottobre 1712, venendo quindi destinato alla carica di nunzio apostolico in Polonia (20 dicembre 1712). Venne consacrato arcivescovo il 9 aprile 1713. Nominato assistente al Trono Pontificio il 17 gennaio 1713, divenne visitatore apostolico alla Chiesa Armena nella città e diocesi di Lvov, in Polonia, a partire dal 21 giugno 1720. Visitatore Apostolico nella chiesa Ruteniana di Russia e Lituania dal 22 giugno di quello stesso anno, dal 15 novembre 1720 divenne Nunzio Apostolico in Austria.
Creato cardinale presbitero il 2 ottobre 1730, ricevette la porpora ed il titolo cardinalizio di Santa Balbina il 3 settembre 1731. Divenuto legato a Bologna per un triennio dall'11 dicembre 1730, divenne in seguito anche legato per i ducati di Parma e Piacenza (pur mantenendo i propri incarichi) dal 5 ottobre 1731.
Mentre viaggiava da Napoli verso la nativa Genova su un vascello inglese, cadde malato di una febbre molto virulenta che lo uccise ad Ischia il 18 novembre 1733. La sua salma, trasferita a Genova, venne sepolta nella chiesa di San Filippo.

## Genealogia episcopale e successione apostolica
La genealogia episcopale è:
- Cardinale Juan Pardo de Tavera
- Cardinale Antoine Perrenot de Granvelle
- Vescovo Frans van de Velde
- Arcivescovo Louis de Berlaymont
- Vescovo Maximilien Morillon
- Vescovo Pierre Simons
- Arcivescovo Matthias Hovius
- Arcivescovo Jacobus Boonen
- Arcivescovo Gaspard van den Bosch
- Vescovo Marius Ambrosius Capello, O.P.
- Arcivescovo Alphonse de Berghes
- Arcivescovo Humbertus Guilielmus de Precipiano
- Vescovo Philips-Erard van der Noot
- Cardinale Girolamo Grimaldi

La successione apostolica è:
- Vescovo Paweł Franciszek Bernard Sapieha, O.Cist. (1715)
- Vescovo Valentinus Matthias Arcemberski (1715)
- Vescovo Giulio Sabbatini, Sch. P. (1726)
- Cardinale Philipp Ludwig von Sinzendorf (1726)